# نوراپی‌نفرین
نوراِپی‌نِفرین یا نورآدرِنالین (NEیا NEP) ماده‌ای با چند وظیفه است. می‌تواند هورمون باشد (آزاد شده از غدد فوق کلیوی) و می‌تواند به‌عنوان ناقل عصبی در دستگاه عصبی سمپاتیک عمل کند.

## ساختار شیمیایی
نوراپی‌نفرین یا ۴٬۵-β-trihydroxy phenethylamine از کاتکول‌آمین‌های سیستم سمپاتیک است. تفاوت این کاتکول‌آمین با اپی‌نفرین در این است که اپی‌نفرین یک گروه متیل بیشتر دارد ولی هر دو ماده کارکردی همانند دارند. این هورمون توسط آنزیم دوپامین بتاهیدروکسیلاز از دوپامین ساخته می‌شود.

## کارکرد
نوراپی‌نفرین در بدن هم به صورت هورمون، و هم به صورت ناقل عصبی دارای کارکرد است. در حالت هورمون، به عنوان هورمون استرس باعث افزایش تپش قلب، انقباض رگ‌ها، انبساط راه‌های هوایی، افزایش قند خون و افزایش جریان خون ماهیچه‌ها و مغز شده و در بروز واکنش جنگ و گریز در دستگاه عصبی سمپاتیک مؤثر است. کاربرد نوراپی‌نفرین در پزشکی درمان افت فشار خون با افزایش انقباض ماهیچه‌های صاف عروق است و در احیای قلبی ریوی نیز به‌کار می‌رود. نوراپی‌نفرین به صورت یک انتقال‌دهندهٔ سیناپسی در دستگاه عصبی مرکزی کارکردهای بسیار دارد و به‌طور مثال در هستهٔ آمیگدال (بادامه) موجب افزایش تمرکز و هشیاری می‌شود. اگر اپی‌نفرین از هستهٔ لوکوس سرولوکوس آزاد شود در خواب REM نقش دارد و ناقل اول خواب REM است.